# مفاعلات بحرية

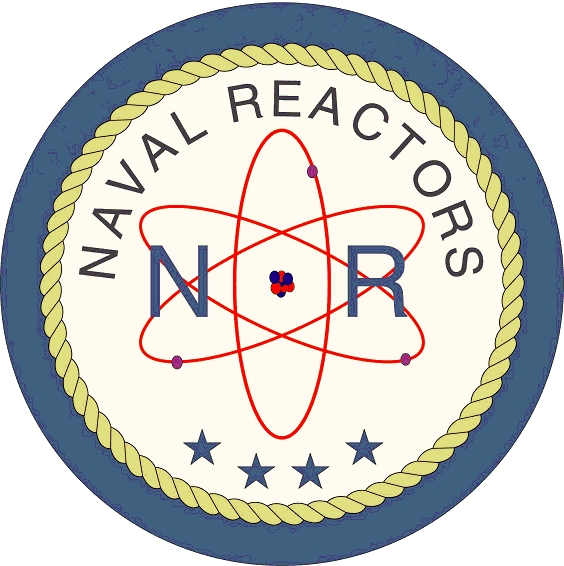
شعار المفاعلات البحرية

المفاعلات البحرية (NR) هو مصطلح شامل لمكتب الحكومة الأمريكية الذي يتحمل المسؤولية الكاملة عن التشغيل الآمن والموثوق لبرنامج إدارة السواحل النووية بالبحرية الأمريكية ككيان واحد لديه مسؤوليات السلطة والإبلاغ داخل كل من وزارة البحرية ووزارة الطاقة (الإدارة الوطنية للأمن النووي).
يتم تحديد مسؤوليات البرنامج بموجب الأمر التنفيذي الرئاسي 12344 المؤرخ 1 فبراير 1982 والمنصوص عليه في القوانين العامة 98-525 المؤرخ 19 أكتوبر 1984 (42 USC 7158) و 106-65 من 5 أكتوبر 1999 (50 USC 2406).

## التاريخ
بعد وقت قصير من خدمته البحرية الأمريكية خلال الحرب العالمية الثانية أصبح الكابتن هيمان جي ريكوفر من أوائل المدافعين عن الدفع البحري النووي حيث تم تعيين ريكوفر في مكتب السفن في سبتمبر 1947 وتلقى تدريباً في الطاقة النووية في أوك ريدج بولاية تينيسي وعمل مع المكتب لاستكشاف إمكانية دفع السفن النووية. في فبراير 1949 وحصل على تكليف لشعبة تطوير المفاعلات من لجنة الطاقة الذرية بالولايات المتحدة ثم تولى السيطرة على جهود البحرية كمدير لفرع المفاعلات البحرية في مكتب السفن.
كان المكتب في الأصل نشاطا مشتركا بين لجنة الطاقة الذرية الأمريكية (AEC) ومكتب سفن البحرية بالولايات المتحدة. عندما ألغيت AEC أصبحت المفاعلات البحرية جهدا مشتركا بين البحرية وإدارة بحوث الطاقة والتنمية والتي حلت محل AEC جزئيا في عام 1977  تم دمجها مع إدارة الطاقة الفيدرالية لتشكيل وزارة الطاقة الأمريكية. على الجانب البحري من المنظمة انتقل مكتب السفن منذ خمسينيات القرن العشرين ليصبح قيادة أنظمة البحار البحرية (NAVSEA) والتي تكون NR بموجبها رمز 08 وعادة ما تختصر NAVSEA 08 أو SEA 08.

## مبادئ الإدارة والموظفين
كتب العديد من الكتب ومقالات حول مبادئ إدارة الموارد الطبيعية الأساسية مثل الاهتمام بالتفاصيل والالتزام بمعايير ومواصفات محددة بشكل صارم وكذلك ممارسات الأفراد وغالبا يتم طلبهم من قبل الكونغرس والرئيس والوكالات الحكومية الأخرى أعضاء فريق الخريجين (بما في ذلك الأدميرال ريكوفر نفسه) إلى تقديم رأي الخبراء ودعم الإدارة لبرامج حكومية مهمة أخرى أبرزها المراجعات الواسعة النطاق بعد تدمير المكوك الفضائي كولومبيا وتشالنجر كما أسس خريجو NR أيضا أو قادوا العديد من المنظمات الصناعية.